# Mitragyna hirsuta
Mitragyna hirsuta är en måreväxtart som beskrevs av George Darby Haviland. Mitragyna hirsuta ingår i släktet Mitragyna och familjen måreväxter. Inga underarter finns listade i Catalogue of Life.